# Ультраконсерватизм
Ультраконсерватизм — крайне консервативные взгляды в политике или религиозной практике. В современной политике ультраконсерваторами обычно называют консерваторов крайне правого направления в политическом спектре, которые находятся справа от тех, кто готов временно согласиться с умеренными политическими деятелями, и продолжают двигаться дальше вправо, включая маргинальные партии.
Ультраконсерваторы обычно опираются на культурный кризис; они часто поддерживают антиглобализм — занимая антииммиграционные, националистические и суверенистские позиции — используют популизм и политическую поляризацию, апеллируя к понятию «свой и чужой». Основной экономической идеологией для большинства ультраконсерваторов является неолиберализм. Использование теорий заговора также распространено среди ультраконсерваторов.
Среди представителей ультраконсерватизма в мире — бывший президент Бразилии Жаир Болсонару, президент США Дональд Трамп, мальтийский депутат Европарламента и бывший еврокомиссар по здравоохранению Тонио Бордж, испанский политик и лидер партии Vox Сантьяго Абаскаль, чилийский политик-республиканец Хосе Антонио Каст, вице-президент Аргентины Виктория Вильярруэль.

## В политике

### Америка

#### Бразилия
Президент Бразилии Жаир Болсонару во время своего пребывания в должности описывался как ультраконсерватор, часто разделяющий взгляды президента США Дональда Трампа. Вступив в должность, Болсонару назначил главой Министерства прав человека и гражданства ультраконсервативную евангелистку Дамареш Алвеш. Впоследствии правительство Болсонару расширили деятельность по добыче полезных ископаемых в лесах Амазонии, одновременно вступив в конфронтацию с коренными народами Бразилии.

#### США
В Соединённых Штатах ультраконсерватизм впервые появился, когда правые политики и бизнесмены возглавили оппозицию «Новому курсу» президента Франклина Д. Рузвельта. Начиная с 1960-х годов, во время Холодной войны, ультраконсерватизм начал набирать популярность, особенно праворадикальное Общество Джона Бёрча. В то время ультраконсерваторы были антикоммунистами и выступали против движения за гражданские права, профсоюзов и социальных программ. Члены Общества Джона Бёрча считали, что движение за права чернокожих приведёт к созданию Советской негритянской республики на юге США. В 1961 году сенатор Джейкоб Джейвитс сказал, что ультраконсерватизм «представляет опасность для Республиканской партии», поскольку он «двигает партию ещё дальше вправо… [что] превратит Республиканскую партию в маргинальную партию».
Начиная с 1970-х годов ультраконсерваторы пытались внедрить свои принципы в правительство и культуру Соединённых Штатов, используя аналитические центры, комитеты политических действий и лоббистов.[6] Эти группы часто имели поддержку богатых людей, таких как братья Кох, отец и сын Девос, семья Уолтон и Ричард Меллон Скейф. Ультраконсерваторы также «отмечали некоторые группы, по-видимому, на основе расы, класса и иммиграционного статуса», пытаясь поляризовать общественность, заявляя, что эти группы «паразитируют» на экономике и отнимают ресурсы у богатых людей, которые могли бы улучшить экономику.
В XXI веке «вторые новые правые», особенно во время правления Джорджа Буша-младшего, стали более ультраконсервативными, с некоторыми элементами неофашизма, принимая взгляды, поддерживающие строгий закон и порядок, защиту частной собственности и используя национализм для описания мифической «прошлой национальной славы». После избрания Барака Обамы в 2008 году ультраконсерваторы выступили с паникёрскими заявлениями о потолке госдолга США, призвав к сокращению социальных расходов. Во время правления Обамы ультраконсерваторы организовали движение «Чаепитие» и распространяли конспирологические теории о политике Обамы, его религиозных предпочтениях и месте его рождения.

### Азия

#### Китай
Во время правления Си Цзиньпина в идеологии и политике Коммунистической партии Китая (КПК) наметился уклон в сторону ультраконсерватизма и ультранационализма, появились элементы ханьского шовинизма. Некоторые политические взгляды КПК параллельны идеям немецкого ультраконсерватора Карла Шмитта. Газету Beijing Daily — официальный печатный орган Пекинского городского комитета КПК, некоторые называют «ультраконсервативной».

#### Гонконг
Сокращение автономии Гонконга и откат от демократии напрямую связаны с правлением Си Цзиньпина. Некоторые жёсткие пропекинские консерваторы в Гонконге характеризуются критиками как «ультраконсервативные».

#### Япония
Японская крайне правая националистическая организация Ниппон Кайги считается «реакционной» или «ультраконсервативной» из-за её поддержки пересмотра статьи 9 Конституции Японии об отказ государства от войны как способа разрешения международных споров и собственных вооружённых сил, защиты Японской империи и отрицания военных преступлений Японии. С 2006 года все премьер-министры Японии из консервативной Либерально-демократической партии (ЛДП) были связаны с Ниппон Кайги. Американский военный историк Брайен Марк Ригг охарактеризовал саму ЛДП как «ультраконсервативную» партию.
Бывший премьер-министр Японии Синдзо Абэ часто назывался «ультраконсерватором», потому что поддерживал социально-консервативную и националистическую политику «сильной Японии».

### Европа
При описании радикально правых в Европе термин «ультраконсерватор» иногда используется взаимозаменяемо с терминами «фашизм», «ультранационализм» и «правый популизм». D В то же время, политически ультраконсервативные движения не следует путать с фашизмом, который был отдельной идеологией, а не частью правоконсервативного течения. Единственным видным консервативным деятелем, который открыто поддерживал фашизм, был немецкий философ Карл Шмитт.

#### Франция
Во Франции ультраконсерваторы обычно были частью высшего общества, решительно поддерживая католицизм как государственную религию Франции, монархию Бурбонов, как единственную законную власть, традиционную иерархию в обществе и цензовое избирательное право, выступая против общей воли и интересов буржуазии с её либеральными и демократическими тенденциями. Во время Реставрации Бурбонов с 1815 по 1830 год ультраконсерваторами были ультрароялисты, крайнее правое (реакционное) крыло монархистов.
Со временем французские ультраконсерваторы несколько изменили свои взгляды. Так, ультраправое националистическое и монархическое движение Французское действие, созданное во времена Третьей Французской республики, поддерживало Орлеанский дом. В его идеологии доминировали идеи ультраконсервативного писателя Шарля Морраса, сумевшего обратить основателей движения, изначально настроенных прореспубликански, в роялизм и интегральный национализм. Движение поддерживало восстановление французской монархии под предводительством Орлеанского дома, ликвидацию парламентаризма и децентрализацию, а после закона 1905 года о разделении церкви и государства, выступило за восстановление католицизма в качестве государственной религии, считая Третью республику коррумпированной и атеистической.

#### Германия
Консервативная революция было ультраконсервативным движением в Германии, заметным во время Веймарской республики — между Первой мировой войной и захватом власти нацистами — с такими интеллектуальными представителями, как Освальд Шпенглер, Карл Шмитт и Эрнст Юнгер. Погрузившись в то, что американский историк немецко-еврейского происхождения Фриц Штерн назвал глубоким «культурным отчаянием», вырванные из рационализма и сциентизма современного мира, теоретики Консервативной революции черпали вдохновение из различных элементов XIX века, включая презрение Фридриха Ницше к христианской этике, демократии и эгалитаризму; антимодернистские и антирационалистические тенденции немецкого романтизма; видение органического и естественно организованного народного сообщества, культивируемое движением Völkisch; прусская традиция милитаристского и авторитарного национализма; и их собственный опыт товарищества и иррационального насилия на передовой Первой мировой войны. Начиная с 1960-х—1970-х годов Консервативная революция в значительной степени повлияла на европейских «новых правых», в частности на французскую «Новую правую» и немецких «Новых правых».

#### Венгрия
В первые годы своего существования венгерская партия «Йоббик» придерживалась ультраконсервативных позиций, продвигая антикоммунизм и антиглобализм в числе своих основных принципов, хотя со временем её взгляды стали более умеренными. Сторонники прежней ультраконсервативной линии выделились из неё в движение «Наша родина».

## В религии

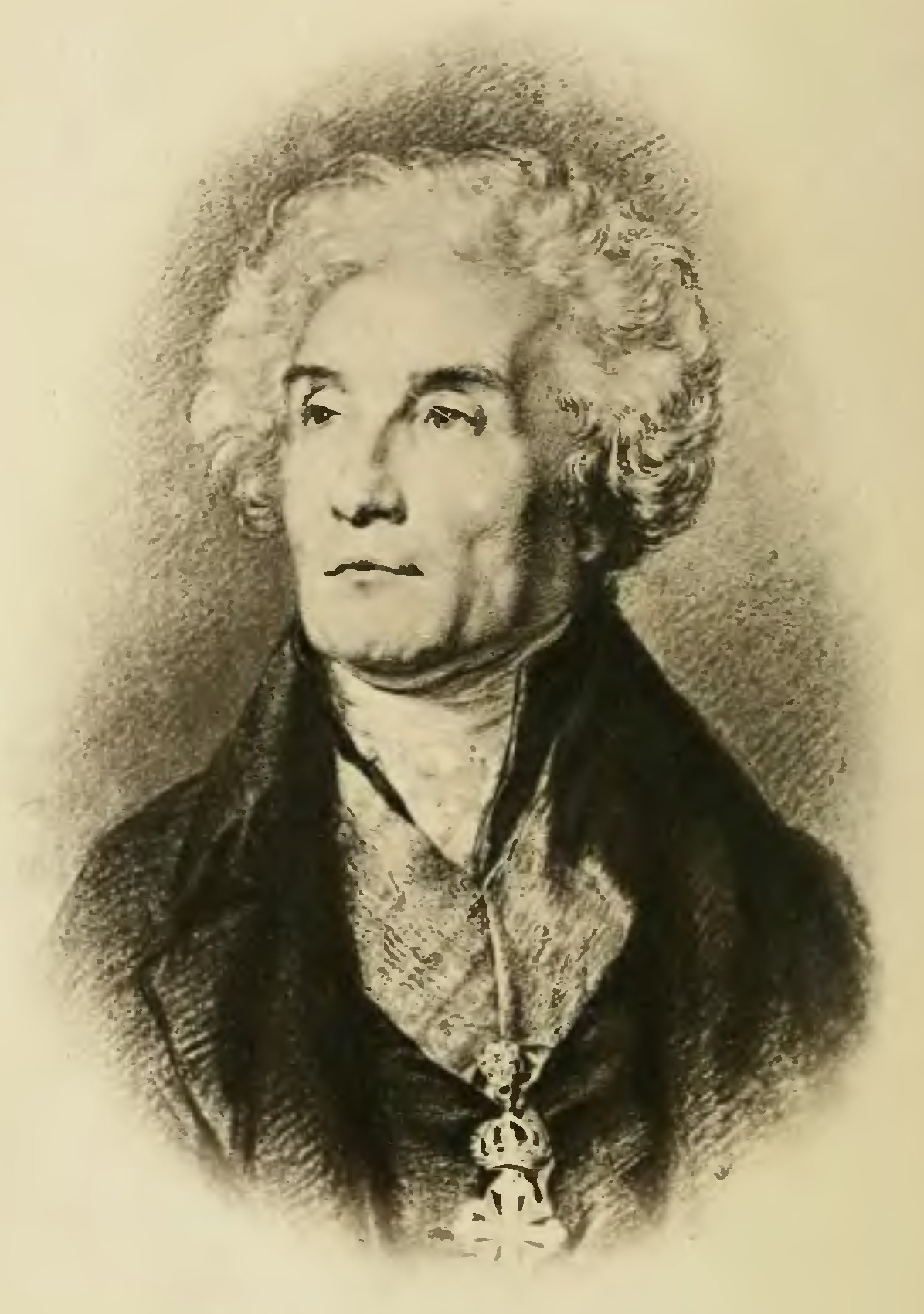
Жозеф де Местр (1753—1821), один из первых вдохновителей ультрамонтанства.

Консервативный философ, политик и священнослужитель Жозеф де Местр был одним из первых вдохновителей ультрамонтанства — ультраконсервативного движения внутри Римско-католической церкви, которое стремилось распространить папскую власть за пределы Италии. Ультрамонтаны хотели передать власть внутри католической церкви Риму и угрожали положению Папы по отношению к другим церковным учреждениям. Наибольшее значение движение приобрело в XIX веке, когда оно выступило против притязаний современных национальных государств представлять всех своих граждан, подчёркивая роль Папы как главы и защитника католиков.
Ультраконсервативное Братство Святого Пия X выступает против любой формы модернизации Римско-католической церкви, также его члены выступают за восстановление абсолютной монархии во Франции.
Салафиты, движение в суннитском исламе, основываясь на строгой интерпретации религиозных текстов, стремятся вернуться к обществу, каким оно, как полагают, выглядело во времена Пророка Мухаммеда. Исламистское движение Талибан, придя к власти в Афганистане, проводит политику, основанную на аналогичном мировоззрении.